# Maybelle Jackson
Maybelle Jackson is een Amerikaanse songwriter.
Van Maybelle Jackson zijn in de databank van de BMI zes nummers geregistreerd. Heeby-Jeebies is een samenwerking met John Marascalco voor Little Richard uit 1956, die teruggaat op diens hit Tutti Frutti. De song bij Specialty Records bereikte de 7e plaats van de Billboard Hot 100-r&b-hitlijst. Twee verdere composities van Jackson, Spreading Natta What's the Matta en Thomasine, nam Little Richard aan het begin van de jaren 1970 op voor zijn albums The Rill Thing resp. The Second Coming bij Reprise Records. Daarnaast kwamen Jesse Belvins Love of My Life, Guitar Slims Quicksand en Secret Married. Die laatste schreef ze samen met de songwriter Stanley Ray.